# Чемпіонат СРСР з футболу 1991: перша зона другої ліги
Чемпіонат УРСР з футболу 1991 — 21-й турнір серед команд української зони другої ліги. Тривав з 7 квітня по 12 листопада 1991 року.

## Огляд
У порівнянні з минулим сезоном кількість учасників збільшилася на сім клубів. Набули статусу команд майстрів «Приладист» (Мукачеве), «Автомобіліст» (Суми), «Темп» (Шепетівка), «Карпати» (Кам'янка-Бузька), «Сталь» (Комунарськ), «Хімік» (Сєвєродонецьк) і «Вагонобудівник» (Стаханов). Відповідно зросла і кількість матчів: з 36 до 50.
Вперше в історії переможцем турніру став охтирський «Нафтовик» (головний тренер — Валерій Душков). Срібні і бронзові нагороди отримали відповідно івано-франківське «Прикарпаття» (головний тренер — Іван Краснецький) та нікопольський «Колос» (головний тренер — Володимир Нечаєв).
За підсумками сезону до української Вищої ліги, яку створили 1992, увійшли Нафтовик, Прикарпаття й Темп (як володар Кубка).
Перемогу в суперечці бомбардирів ліги здобув Ігор Плотко з Нікополя (28 забитих м'ячів). На один гол менше забив Юрій Максимов з «Кристала», а на два — Роман Григорчук («Прикарпаття») і Віктор Громов (павлоградський «Шахтар»).

## Підсумкова таблиця
| Місце | Команда                     | В  | Н  | П  | М'ячі  | О  |
| ----- | --------------------------- | -- | -- | -- | ------ | -- |
| 1     | «Нафтовик» (Охтирка)        | 29 | 17 | 4  | 87—34  | 75 |
| 2     | «Прикарпаття»               | 31 | 9  | 10 | 86—43  | 71 |
| 3     | «Колос» (Нікополь)          | 28 | 13 | 9  | 86—45  | 69 |
| 4     | «Авангард» (Рівне)          | 28 | 13 | 9  | 67—38  | 69 |
| 5     | «Приладист» (Мукачеве)      | 24 | 14 | 12 | 67—42  | 62 |
| 6     | «Кристал» (Херсон)          | 23 | 15 | 12 | 82—60  | 61 |
| 7     | «Динамо» (Біла Церква)      | 25 | 9  | 16 | 69—50  | 59 |
| 8     | «Автомобіліст» (Суми)       | 20 | 14 | 16 | 51—40  | 54 |
| 9     | «Темп» (Шепетівка)          | 19 | 15 | 16 | 64—53  | 53 |
| 10    | «Полісся» (Житомир)         | 22 | 7  | 21 | 64—66  | 51 |
| 11    | «Кривбас» (Кривий Ріг)      | 19 | 13 | 18 | 75—64  | 51 |
| 12    | «Шахтар» (Павлоград)        | 19 | 12 | 19 | 84—66  | 50 |
| 13    | «Десна» (Чернігів)          | 20 | 9  | 21 | 59—59  | 49 |
| 14    | «Поділля» (Хмельницький)    | 18 | 13 | 19 | 54—55  | 49 |
| 15    | «Закарпаття» (Ужгород)      | 20 | 8  | 22 | 59—64  | 48 |
| 16    | «Карпати» (Кам'янка-Бузька) | 15 | 15 | 20 | 48—55  | 45 |
| 17    | «Сталь» (Комунарськ)        | 15 | 15 | 20 | 58—73  | 45 |
| 18    | «Дніпро» (Черкаси)          | 17 | 10 | 23 | 47—59  | 44 |
| 19    | «Хімік» (Сєвєродонецьк)     | 15 | 13 | 22 | 52—70  | 43 |
| 20    | «Вагонобудівник» Стаханов)  | 17 | 8  | 25 | 56—75  | 42 |
| 21    | СКА (Київ)                  | 11 | 20 | 19 | 48—60  | 42 |
| 22    | «Чайка» (Севастополь)       | 13 | 15 | 22 | 58—77  | 41 |
| 23    | «Маяк» (Очаків)             | 15 | 10 | 25 | 51—76  | 40 |
| 24    | «Океан» (Керч)              | 15 | 10 | 25 | 49—72  | 40 |
| 25    | «Зірка» (Кіровоград)        | 12 | 13 | 25 | 55—90  | 37 |
| 26    | «Маяк» (Харків)             | 0  | 10 | 40 | 31—121 | 10 |

## Результати
```
                       1   2   3   4   5   6   7   8   9  10  11  12  13  14  15  16  17  18  19  20  21  22  23  24  25  26
1. «Нафтовик»         XXX 3:3 3:1 2:0 2:0 1:1 3:0 2:2 1:1 2:1 1:0 4:3 1:0 3:0 3:0 3:0 1:0 2:0 3:0 3:0 2:0 3:1 4:0 1:0 4:0 3:0
2. «Прикарпаття»      2:1 XXX 0:0 3:0 3:0 2:3 2:0 2:1 2:1 3:1 1:0 0:1 2:0 1:0 2:0 2:1 2:0 3:0 4:2 2:0 2:0 3:2 3:2 3:0 1:0 2:0
3. «Колос»            3:0 5:1 XXX 1:0 0:0 1:1 1:0 1:0 0:0 3:0 1:0 1:0 1:0 4:2 2:0 2:0 1:1 3:1 1:0 6:0 3:0 5:1 3:1 3:0 4:2 4:2
4. «Авангард»         3:1 0:0 1:1 XXX 0:1 3:0 1:0 2:1 1:0 0:1 1:0 1:0 2:1 4:1 3:1 0:2 3:1 2:0 4:0 1:0 1:0 2:2 1:0 3:0 0:0 1:0
5. «Приладист»        0:0 1:1 3:1 0:1 XXX 1:0 1:0 2:1 0:0 1:0 1:0 2:2 2:0 1:0 3:0 3:1 4:1 2:1 3:1 2:0 2:0 3:1 3:1 3:0 3:0 5:0
6. «Кристал»          0:0 3:2 1:1 0:0 2:2 XXX 2:0 2:1 3:0 2:0 6:1 4:3 2:0 1:0 3:1 1:1 2:0 4:3 0:0 2:1 2:0 4:0 3:1 2:2 1:0 2:0
7. «Динамо»           1:4 1:0 1:1 0:1 0:0 3:1 XXX 2:1 4:1 0:0 2:1 3:1 2:1 2:0 1:0 3:1 5:0 1:0 2:0 2:1 1:1 1:0 3:0 2:1 2:1 2:0
8. «Автомобіліст»     0:2 0:2 1:0 1:1 2:0 2:0 1:1 XXX 2:0 3:0 2:1 1:0 1:1 1:0 2:0 1:0 0:0 1:0 2:0 2:1 0:0 1:1 3:0 1:0 0:0 1:0 
9. «Темп»             1:1 1:2 1:0 3:0 4:0 3:1 1:1 1:1 XXX 3:1 2:3 1:0 2:1 1:0 1:0 1:1 3:1 1:2 1:0 1:1 1:1 5:1 5:1 0:0 1:0 6:0
10. «Полісся»         0:1 1:2 1:1 0:1 2:0 2:0 2:1 1:0 0:0 XXX 0:2 1:1 3:2 1:0 2:1 3:0 2:0 3:1 4:2 1:0 1:2 3:0 2:1 6:2 0:1 2:1
11. «Кривбас»         0:0 2:1 0:0 2:2 1:1 2:2 2:1 4:0 1:2 4:1 XXX 3:2 2:1 0:1 2:0 2:0 1:1 2:0 4:0 3:0 1:1 1:1 2:2 3:1 2:0 6:1
12. «Шахтар»          1:1 1:1 2:0 1:1 2:0 2:2 1:0 0:0 1:1 1:2 4:1 XXX 3:0 4:0 2:1 2:0 3:2 3:0 2:1 1:2 4:3 2:1 5:1 5:2 2:0 3:1
13. «Десна»           0:1 0:2 2:0 1:0 1:1 2:1 1:1 0:0 2:0 1:0 2:0 1:0 XXX 0:0 2:1 1:0 1:0 2:1 1:0 0:1 1:1 2:1 2:0 2:0 1:0 5:1
14. «Поділля»         1:1 2:2 1:2 0:0 2:1 0:1 2:0 2:1 0:0 1:1 2:0 2:1 5:4 XXX 2:1 2:0 2:1 1:0 1:1 2:0 4:0 1:0 1:1 1:0 4:1 1:0
15. «Закарпаття»      0:0 0:0 2:0 1:2 1:0 3:2 2:0 1:0 4:0 3:1 2:1 2:1 1:1 1:0 XXX 2:0 3:1 1:1 1:1 5:0 2:0 2:0 2:1 2:0 3:3 3:2
16. «Карпати»         1:1 1:0 1:1 2:1 0:0 1:1 1:2 0:0 0:0 2:0 0:1 1:0 0:0 1:0 1:0 XXX 3:0 2:0 4:1 1:0 2:2 0:0 1:0 0:1 6:3 2:1
17. «Сталь»           2:2 1:0 1:2 3:3 2:1 3:2 2:3 1:0 2:0 0:1 1:1 2:1 2:1 1:0 2:0 1:1 XXX 2:0 1:1 3:0 1:1 3:1 2:0 2:1 4:0 3:3
18. «Дніпро»          1:2 0:2 1:0 0:1 0:0 2:0 0:3 2:0 1:0 0:1 2:0 2:0 3:1 0:0 0:0 1:1 1:1 XXX 1:0 3:1 1:0 1:1 2:0 1:0 0:0 4:1
19. «Хімік»           0:5 2:1 1:1 0:0 0:0 0:1 3:1 2:1 1:1 1:2 2:0 3:2 2:0 1:1 0:1 1:0 3:0 3:0 XXX 0:0 0:2 2:1 1:2 3:0 2:0 3:1
20. «Вагонобудівник»  0:2 2:2 2:2 1:3 4:0 1:1 0:1 0:3 0:2 4:3 3:2 1:1 2:1 1:0 5:1 2:0 2:0 0:1 2:0 XXX 0:0 1:0 2:0 1:1 6:3 1:0
21. СКА (Київ)        2:2 0:1 0:2 1:1 0:3 2:2 0:1 0:1 1:0 1:1 0:0 0:0 0:2 4:1 3:0 3:0 1:1 2:0 0:0 2:1 XXX 1:1 1:1 1:0 1:2 1:1
22. «Чайка»           1:2 0:3 3:0 0:2 0:0 2:0 0:0 0:1 1:0 3:1 2:2 1:1 2:0 1:1 2:0 5:4 2:2 1:0 1:1 1:0 1:2 XXX 5:2 3:2 2:1 2:2
23. «Маяк»            1:0 0:0 0:1 1:1 0:1 0:1 1:0 1:1 2:0 3:0 1:2 2:1 2:1 0:0 1:2 0:1 1:0 0:0 1:1 1:2 2:1 0:0 XXX 2:1 1:0 4:1
24. «Океан»           0:0 1:0 2:3 1:2 1:0 2:1 1:0 2:0 4:1 2:3 1:1 2:1 1:3 3:2 2:0 1:0 0:0 1:1 0:1 1:0 1:1 1:0 0:1 XXX 1:1 3:0
25. «Зірка»           1:1 1:3 1:3 0:2 1:5 1:1 3:3 0:0 1:3 1:0 3:1 2:2 2:2 0:3 1:0 1:1 1:0 2:3 3:0 4:1 1:0 1:0 0:3 0:0 XXX 4:1
26. «Маяк»            0:0 0:3 2:4 1:2 0:0 0:3 0:4 0:4 0:1 0:0 1:3 1:3 2:3 0:0 0:0 0:0 1:1 0:3 1:3 0:1 0:3 0:1 2:3 0:1 1:2 XXX
```

## Бомбардири
Найкращі бомбардири ліги:
| Футболіст             | Команда                | Голи |
| --------------------- | ---------------------- | ---- |
| Ігор Плотко           | «Колос» Нікополь       | 28   |
| Юрій Максимов         | «Кристал» (Херсон)     | 27   |
| Роман Григорчук       | «Прикарпаття»          | 26   |
| Віктор Громов         | «Шахтар» (Павлоград)   | 26   |
| Володимир Трубников   | «Шахтар» (Павлоград)   | 25   |
| Михайло Зубчук        | «Кривбас» (Кривий Ріг) | 22   |
| Володимир Кухлевський | «Приладист» (Мукачеве) | 22   |
| Анатолій Лукашенко    | «Полісся» (Житомир)    | 18   |
| Юрій Макаров          | «Динамо» (Біла Церква) | 18   |

Найкращі бомбардири клубів і гравці, які забили не менше 10 голів:
- «Нафтовик» — Володимир Тимченко (17 голів), Борис Шуршин (17), Ігор Задорожний (45, 14);
- «Прикарпаття» — Роман Григорчук (26), Петро Русак (17), Михайло Савка (45, 12);
- «Колос» — Ігор Плотко (28);
- «Авангард» — Олег Бондар (13), Юрій Лень (12), Анатолій Грицаюк (12), Володимир Різник (10);
- «Приладист» — Володимир Кухлевський (22), Василь Фарковець (11);
- «Кристал» — Юрій Максимов (27), Ігор Гамула (14);
- «Динамо» — Юрій Макаров (18), Андрій Зав'ялов (14);
- «Автомобіліст» — В'ячеслав Хруслов (13);
- «Темп» — Олександр Довгалець (14), Сергій Аргудяєв (12);
- «Полісся» — Анатолій Лукашенко (18);
- «Кривбас» — Михайло Зубчук (22), Ігор Коляда (12);
- «Шахтар» — Віктор Громов (26), Володимир Трубников (25);
- «Десна» — Ігор Четверик (12), Юрій Яковенко (12), Юрій Овчаренко (10);
- «Поділля» — Віталій Бугай (12), Віктор Карачун (12);
- «Закарпаття» — Іван Курильцо (14), Михайло Кондря (11);
- «Карпати» — Віталій Шевчук (13);
- «Сталь» — Сергій Сердюков (9);
- «Дніпро» — Степан Матвєєв (15), Ігор Крайнюк (11);
- «Хімік» — Олександр Малишенко (13), Костянтин Бублик (10);
- «Вагонобудівник» — Сергій Божко (13), Вадим Плотников (12);
- СКА (Київ) — Олег Надуда (11), Олександр Мизенко (10);
- «Чайка» — Петро Гаврилюк (11);
- «Маяк» (Очаків) — Сергій Бугай (11);
- «Океан» — Сергій Попов (9);
- «Зірка» — Едуард Денисенко (17);
- «Маяк» (Харків) — Юрій Зайченко (7).

## Призери
| 1. «Нафтовик» (Охтирка) |
| Воротарі: Юрій Прохоров (46), Валентин Симакович (23). Захисники: Віктор Яїчник (49, 4), Віктор Попович (48, 3), Сергій Сухарєв (48), Анатолій Єрмак (46, 3), Ігор Задорожний (45, 14), Василь Єрмак (43). Півзахисники: Володимир Тимченко (49, 17), Сергій Фомін (49, 5), Борис Шуршин (49, 17), Сергій Горох (48, 7), Микола Липинський (48, 9), Ігор Юданов (16), Сергій Листопадов (14). Нападники: Павло Матвейченко (45, 7), Ігор Єрмохін (21, 1), Станіслав Стариков (3), Віктор Рудий (1). Головний тренер — Валерій Душков, начальник команди — Віктор Голдирєв, тренери — Валерій Боярчук, Геннадій Макаров. |
| 2. «Прикарпаття» |
| Воротарі: Сергій Сташко (34), Олег Пироженко (14), Руслан Депелян (3). Захисники: Ярослав Ватаманюк (50, 1), Андрій Хомин (49, 9), Ігор Мельничук (39), Василь Гуменяк (18), Ігор Стахів (12), Геннадій Сушко (12, 1), Ігор Клебан (9). Півзахисники: Валерій Лахмай (49, 5), Роман Русановський (48, 2), Андрій Романчук (45, 8), Михайло Савка (45, 12), Володимир Винник (40, 2), Андрій Шулятицький (31, 1), Руслан Чернієнко (7). Нападники: Петро Русак (47, 17), Роман Григорчук (46, 26), Сергій Пташник (22), Тарас Ковальчук (20, 1), Валерій Карибов (17, 1), Роман Максимюк (2). Головний тренер — Іван Краснецький, начальник команди — Юрій Шулятицький, тренери — Михайло Гнатиш, Тарас Белєй, Богдан Копитчак. |
| 3. «Колос» (Нікополь) |
| Воротарі: Сергій Кирієнко (48), Сергій Буканов (12). Захисники: Олег Сандул (47), Анатолій Ткачук (43), Валерій Лумпов (38), Ігор Лук'янчук (33), Андрій Ділай (25), Олександр Кирюхін (11), Ігор Щербина (7). Півзахисники: Ігор Плотко (50, 28), Дмитро Топчієв (45, 8), Віталій Пантілов (43, 8), Ігор Литвиненко (39, 5), Сергій Стародубець (37, 1), Сергій Художилов (36, 6), Михайло Безручко (27, 3), Олександр Омельчук (9, 1), Євген Глухов (2). Нападники: Микола Зайцев (48, 8), Юрій Катеруша (46, 4), Олег Костіков (42, 9), Олег Альошін (36, 5). Головний тренер — Володимир Нечаєв, начальник команди — Георгій Дмитрощенко, тренер — Сергій Кирієнко.                                                        |

## Клуб бомбардирів
Дев'ятнадцять футболістів забили більше ста м'ячів, виступаючи за українські команди другої ліги. Символічний клуб бомбардирів має такий вигляд:
| №  | Футболіст            | Сезон | Голи |
| -- | -------------------- | ----- | ---- |
| 1  | Володимир Шишков     | 1985  | 188  |
| 2  | Ігор Яворський       | 1989  | 178  |
| 3  | Сергій Шевченко      | 1984  | 171  |
| 4  | Василь Мартиненко    | 1987  | 149  |
| 5  | Віктор Насташевський | 1984  | 144  |
| 6  | Паша Касанов         | 1985  | 141  |
| 7  | Степан Павлов        | 1988  | 139  |
| 8  | Віктор Олійник       | 1988  | 135  |
| 9  | Сергій Шмундяк       | 1983  | 132  |
| 10 | Олександр Новиков    | 1986  | 129  |
| 11 | Віталій Дмитренко    | 1983  | 126  |
| 12 | Юрій Смагін          | 1987  | 120  |
| 13 | Валентин Дзіоба      | 1979  | 118  |
| 14 | Геннадій Горшков     | 1985  | 115  |
| 15 | Володимир Чирков     | 1985  | 109  |
| 16 | Едуард Валенко       | 1989  | 106  |
| 17 | Володимир Науменко   | 1989  | 104  |
| 18 | Євген Дерев'яга      | 1979  | 102  |
| 19 | Іван Шарій           | 1991  | 102  |

Після прізвища футболіста вказано рік, коли забито сотий м'яч, а також сумарну кількість голів.

## Фінальний турнір КФК
| Місце | Команда                         | В | Н | П | М'ячі | О |
| ----- | ------------------------------- | - | - | - | ----- | - |
| 1     | «Новатор» (Маріуполь)           | 4 | 1 | 0 | 9—3   | 9 |
| 2     | «Кристал» (Чортків)             | 3 | 2 | 0 | 8—4   | 8 |
| 3     | «Поліграфтехніка» (Олександрія) | 2 | 2 | 1 | 5—3   | 6 |
| 4     | «Нива» (Бережани)               | 2 | 0 | 3 | 4—6   | 4 |
| 5     | «Титан» (Армянськ)              | 1 | 1 | 3 | 3—7   | 3 |
| 6     | «Антрацит» (Кіровське)          | 0 | 0 | 5 | 4—10  | 0 |